# The Bay (filme)
The Bay (bra The Bay) é um filme americano de terror de ficção científica de 2012, dirigido por Barry Levinson e escrito por Michael Wallach. Estreou no Festival Internacional de Cinema de Toronto em 2012 e foi lançado nos cinemas em 2 de novembro de 2012.

## Sinopse
Em 4 de julho de 2009, uma cidade litorânea de Chesapeake Bay, situada na costa leste de Maryland, prospera na água. Quando dois pesquisadores encontram um nível impressionante de toxicidade na água, eles tentam alertar o prefeito, mas ele se recusa a agir com medo de criar um pânico. Como resultado, uma praga mortal é desencadeada, transformando humanos em hospedeiros para uma raça mutante e mortal do isópode parasita Cymothoa exigua.
Toda a cidade é dominada pelo caos quando essas criaturas agressivas começam a infectar as pessoas uma por uma. Isso gira em várias histórias. O mais proeminente é o de uma jovem repórter inexperiente e seu cinegrafista, que estão na cidade para relatar as festividades do 4 de julho. Ela também explica as ocorrências enquanto o filme prossegue em uma gravação pessoal fora da cena. As outras histórias incluem dois oceanógrafos que descobriram os parasitas pela primeira vez; dois policiais em serviço investigando uma área residencial; um jovem casal desavisado dando um último mergulho; uma adolescente usando o FaceTime para enviar uma mensagem desesperada para um amigo; um médico que informa os Centros de Controle e Prevenção de Doenças sobre a situação em desenvolvimento no hospital local; e, entre outros, um jovem casal com uma criança a bordo de um navio que navega em direção à casa de sua família para se reunir para as férias, sem saber dos terríveis acontecimentos que se desdobram no continente.

## Elenco
- Kether Donohue como Donna Thompson
- Kristen Connolly como Stephanie
- Will Rogers como Alex
- Stephen Kunken como o Dr. Jack Abrams
- Robert Treveiler como o Dr. Williams
- Nansi Aluka como Jaqueline
- Christopher Denham como Sam
- Frank Deal como o prefeito John Stockman
- Michael Beasley como vice-Jimson
- Jody Thompson como vice-Paul
- Andrew Stahl como Sheriff Lee Roberts
- Jane McNeill como primeira vítima

## Produção
O filme surgiu como resultado de um documentário que Levinson foi solicitado a produzir sobre problemas enfrentados pela baía de Chesapeake. Embora Levinson tenha decidido abandonar o documentário ao saber que o Frontline já cobria o mesmo assunto, Levinson decidiu usar a pesquisa para produzir um filme de terror que ele esperava que pudesse esclarecer os problemas enfrentados por Chesapeake. Assim, ao promover o filme, ele observou que "são 80% de informações factuais".